# Sara Makternan
Sara Makternan  (engl. Sarah McTernan; 11. mart 1994) irska je pevačica i tekstopisac.

## Mladost
Sara je rođena u Skarifu u Irskoj. Nakon što je diplomirala 2011. godine, pohađala je kurs za predškolsko obrazovanje u Enisu. Zatim je nekoliko meseci studirala muzičku tehnologiju. Sara je napravila pauzu od obrazovanja i nastavila da radi kao zaposlenik u maloprodaji u Primarku. U septembru 2014. godine, Sara je upisala Univerzitet u Limeriku, ali ga je morala odložiti do 2015. godine. Ona svira gitaru, klavir i zviždi.

## Karijera
U novembru 2014. godine, nakon što je prošla slepe audicije na emisiji The Voice of Ireland, Sara je napravila bend kako bi stekla iskustvo u javnom izvođenju. Četvoročlani bend su činili Sara kao pevačica, gitarista Dvejn Man, bubnjar Džon Moroni i basist Diklejn Larkin. Takmičila sa u rijaliti talent emisiji The Voice of Ireland gde je osvojila treće mesto.
Godine 2018.sa pesmom Eye of the Storm konkurisala je za predstavnicu San Marina na Pesmi Evrovizije 2018, ali njena pesma nije prošla lokalni nacionalni izbor.

## Pesma Evrovizije
Irski javni servis je 8. marta 2019. izabrao Saru Makternan za irsku predstavnicu na Pesmi Evrovizije 2019. u Tel Avivu sa pesmom 22. Nije se plasirala u finale pošto je u drugom polufinalu završila poslednja sa svega 16 osvojenih bodova (13 od žirija i 3 od publike).

## Diskografija

### Singlovi
- (2018)
- (2018)
- 22 (2019)